# Speed Smith Fry
Speed Smith Fry (Danville, 9 settembre 1817 – Louisville, 1º agosto 1892) è stato un generale, giudice e avvocato statunitense.

## Biografia

### I primi anni
Fry nacque a Danville, diplomandosi poi al Wabash College di Crawfordsville nel 1840 e facendo quindi ritorno a Danville per far pratica come avvocato sotto la direzione di suo zio. Prestò servizio come capitano del 2º reggimento volontari del Kentucky nel corso della guerra messico-statunitense e si distinse nella battaglia di Buena Vista, dove la sua compagnia fu l'ultima ad abbandonare il campo di battaglia. Dopo la guerra tornò a casa e fu nominato giudice della contea di Mercer, prestando servizio sino allo scoppio della guerra civile americana.

### La guerra civile americana
Con lo scoppio della guerra civile, Fry venne immediatamente promosso colonnello della milizia del Kentucky, aiutando ad organizzare il 4º reggimento volontari a Camp Dick Robinson; il 9 ottobre 1861, venne nominato colonnello di tale reggimento.

#### Mill Springs e la morte di Zollicoffer
Fry guidò il suo reggimento nella battaglia di Mill Springs del 19 gennaio 1862. Nel corso della battaglia gli scontri si fecero sempre più disorganizzati, ed il generale confederato Felix Zollicoffer si spostò verso il reggimento di Fry ritenendo fossero truppe sue alleate e ordinando al colonnello Fry di cessare il fuoco. L'aiutante di campo di Zollicoffer tentò dai boschi circostanti di avvisare il generale che si trovava nel  mezzo delle truppe avversarie sparando un colpo. Zollicoffer venne colpito a morte da Fry con la sua pistola. Fry non ammise mai esplicitamente di aver ucciso il generale confederato, ma molti resoconti e dipinti d'epoca gli attribuiscono l'azione. I confederati in seguito si dissero oltraggiati dal gesto di Fry, e lo accusarono di deliberato omicidio in quanto il loro generale riteneva di essere al sicuro tra i suoi mentre i realtà si trovava in mezzo a truppe nemiche.

### La promozione a generale
Il 21 marzo 1862 Fry venne nominato generale di brigata del corpo dei volontari ed ottenne il comando della 2ª brigata della 1ª divisione dell'armata dell'Ohio sotto la direzione del generale Don Carlos Buell. La sua brigata giunse alla battaglia di Shiloh al secondo giorno di scontri, troppo tardi per prendervi parte, e Buell riportò la prestazione di Fry come "inefficiente". La sua brigata prese poi parte all'assedio di Corinth, e ritornando nel Kentucky, Fry la guidò nella battaglia di Perryville a poche miglia dal luogo ove era nato. Una volta che le forze confederate si furono ritirate dal Kentucky, Fry prese il comando della 3ª divisione del XIV corpo d'armata (Armata del Cumberland), che guidò nella campagna di Stones River; assieme a gran parte della sua divisione non prese parte alla successiva battaglia di Stones River. Poi per la maggior parte del resto della guerra comandò il settore centro-settentrionale del distretto militare del Kentucky. Verso la fine della guerra ottenne il comando di Camp Nelson, il più grande centro di reclutamento dell'Unione a sud di Lexington. Il 24 ottobre 1865 fu licenziato dal servizio, senza ottenere il brevetto di maggiore generale che solitamente veniva concesso prima del pensionamento.

### L'espulsione di Camp Nelson
Fry fu direttamente responsabile delle morti di molti rifugiati di colore presenti a Camp Neslon, in particolare donne e bambini che erano membri delle famiglie di uomini arruolati quando, il 23 novembre 1864, ordinò l'espulsione forzata dal campo di tutto il personale non militare nonostante le dure condizioni dell'inverno. Più di 400 persone vennero espulse con la forza dal campo, e molte di loro morirono di freddo o di fame. L'ordine venne portato a compimento dal maggiore generale Stephan G Burbridge, il quale diede al capitano Theron Hall la piena autorità sul campo dal 29 novembre 1864. Alla fine solo 250 rifugiati sopravvissero.

### Dopo la guerra civile
Nel 1866, Fry divenne candidato al Congresso nelle file dei Repubblicani, ma non venne eletto.
Morì a Louisville e venne sepolto nel Bellevue Cemetery di Danville (Kentucky).